# Жунчэн (Вэйхай)
Жунчэ́н (кит. упр. 荣成, пиньинь Róngchéng) — городской уезд городского округа Вэйхай провинции Шаньдун (КНР). Название составлено из первых иероглифов названий находящихся на его территории гор Жуншань и Чэншань.

## История
При империи Мин из-за угрозы нападения пиратов-вокоу восточная часть уезда Вэньдэн была отдана военным властям, и здесь в 1398 году был организован Чэншаньский караул (成山卫, Чэншань вэй). При империи Цин из-за того, что угрозы пиратских нападений уже не было, территория Чэншаньского караула была в 1735 году преобразована в уезд Жунчэн (荣成县).
В мае 1950 года был создан Специальный район Вэньдэн (文登专区), и уезд вошёл в его состав. В 1956 году Специальный район Вэньдэн был расформирован, а входившие в него административные единицы были переданы в состав Специального района Лайян (莱阳专区). В 1958 году Специальный район Лайян был переименован в Специальный район Яньтай (烟台专区). В 1967 году Специальный район Яньтай был переименован в Округ Яньтай (烟台地区).
В 1983 году постановлением Госсовета КНР Округ Яньтай был расформирован, а вместо него создан городской округ Яньтай.
В 1987 году постановлением Госсовета КНР был образован городской округ Вэйхай, и уезд вошёл в его состав. В 1988 году уезд Жунчэн был преобразован в городской уезд.

## Административное деление
Городской уезд делится на 10 уличных комитетов и 12 посёлков.

## Экономика

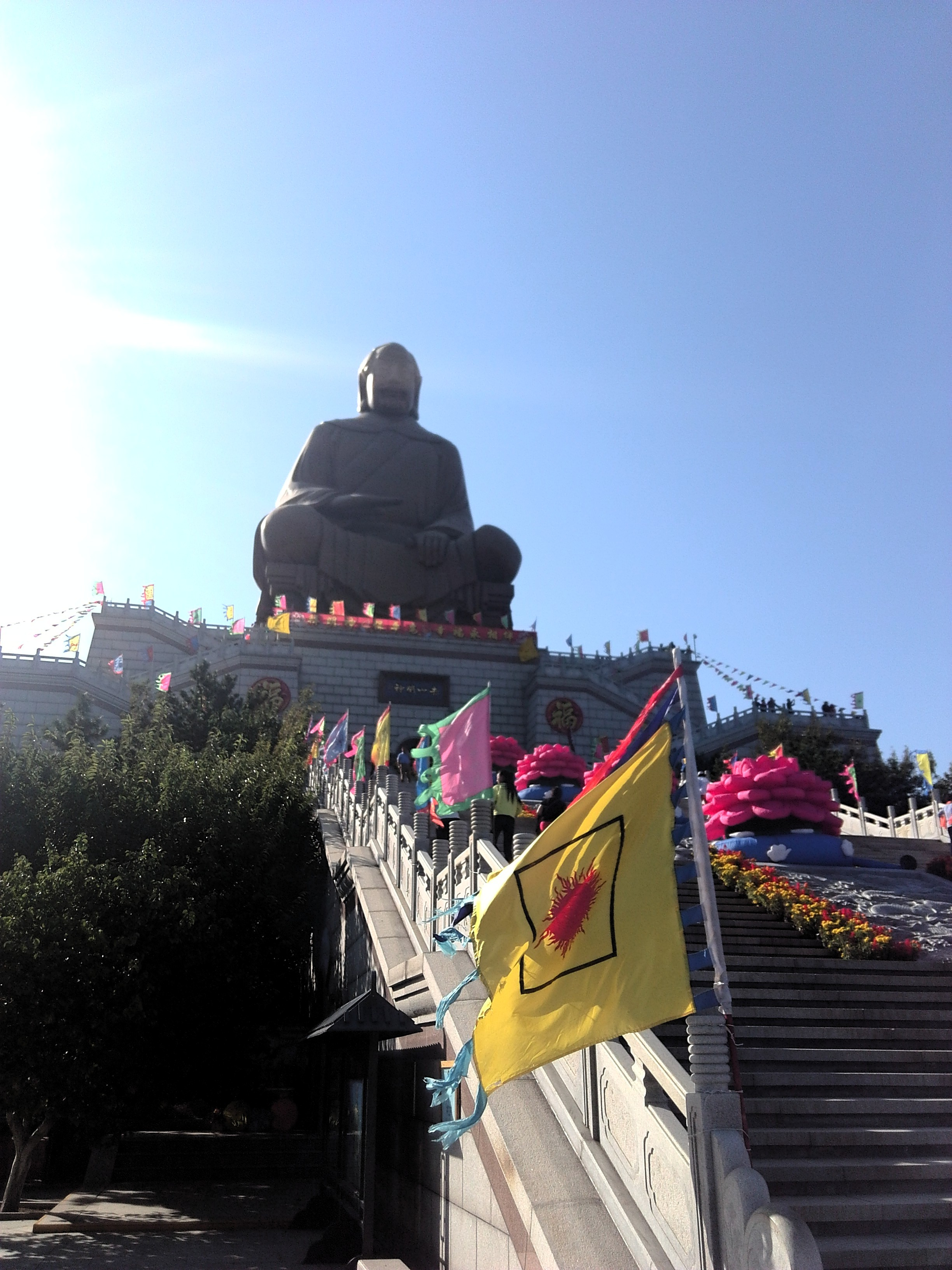
Статуя божества Красной горы

Жунчэн является крупнейшей в Китае базой по производству и экспорту автодомов. В городе насчитывается 10 предприятий по производству автодомов и более 50 предприятий, производящих детали и комплектующие для этих транспортных средств. В 2022 году Жунчэн экспортировал 17 173 автодома, что составило 57,5 % от общего показателя экспорта автодомов страны; производство автодомов достигло 17 475 единиц, что составило более 30 % от общего объёма производства в стране. По итогам 2023 года объём производства автодомов в Жунчэне составил 1,87 млрд юаней, увеличившись на 14,5 % в годовом исчислении; объём экспорта данных транспортных средств составил 1,82 млрд юаней (256 млн долл. США), что на 17,8 % больше в годовом исчислении. Основными покупателями автодомов являются Австралия, Новая Зеландия и США.
Также в Жунчэне расположены крупный рыболовецкий порт, АЭС Шидаовань компании China Huaneng Group, заводы электроники Goertek, судостроительный завод Samsung Heavy Industries.